# Majerz

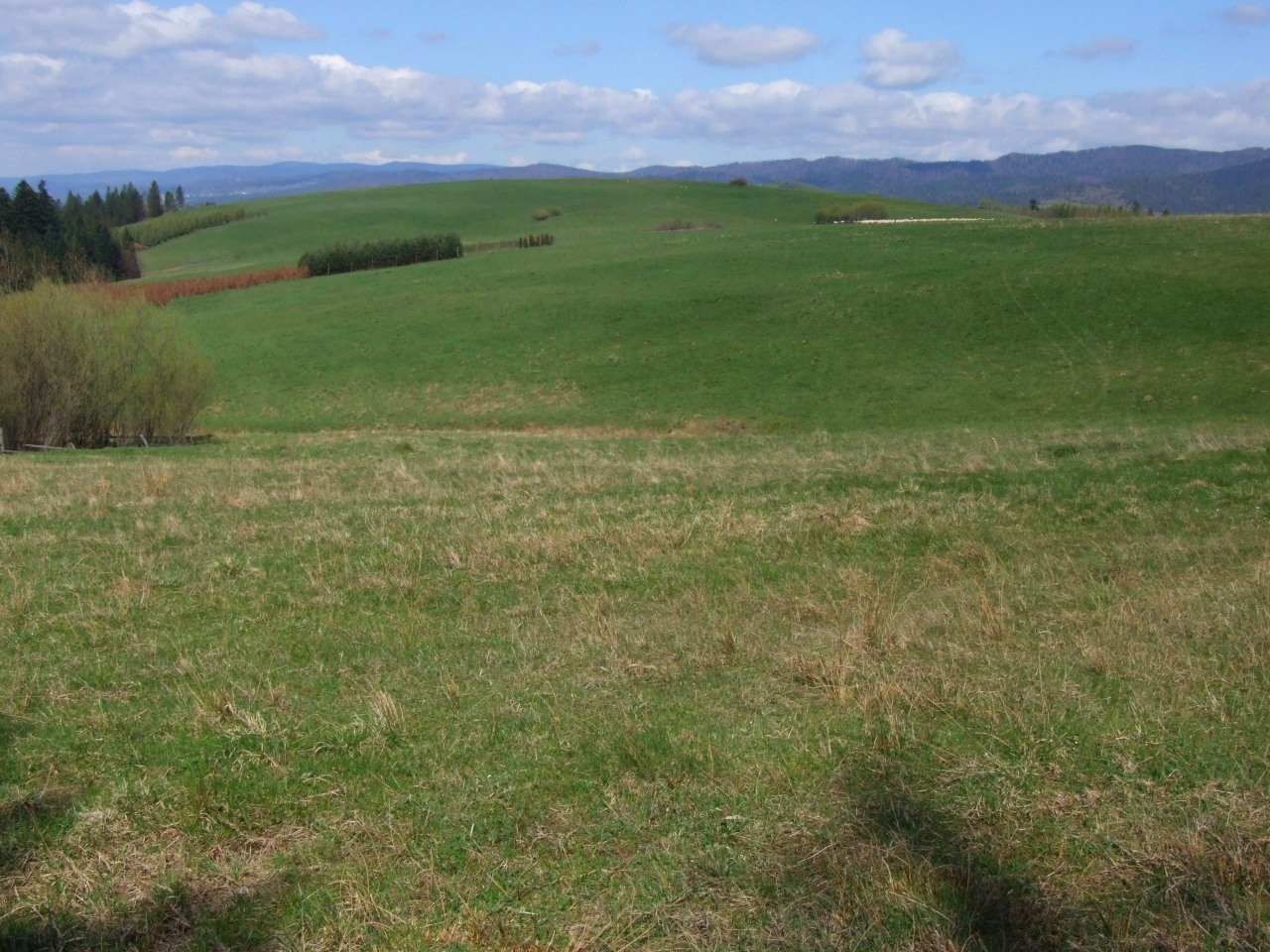
Gipfelalm Hala Majerz

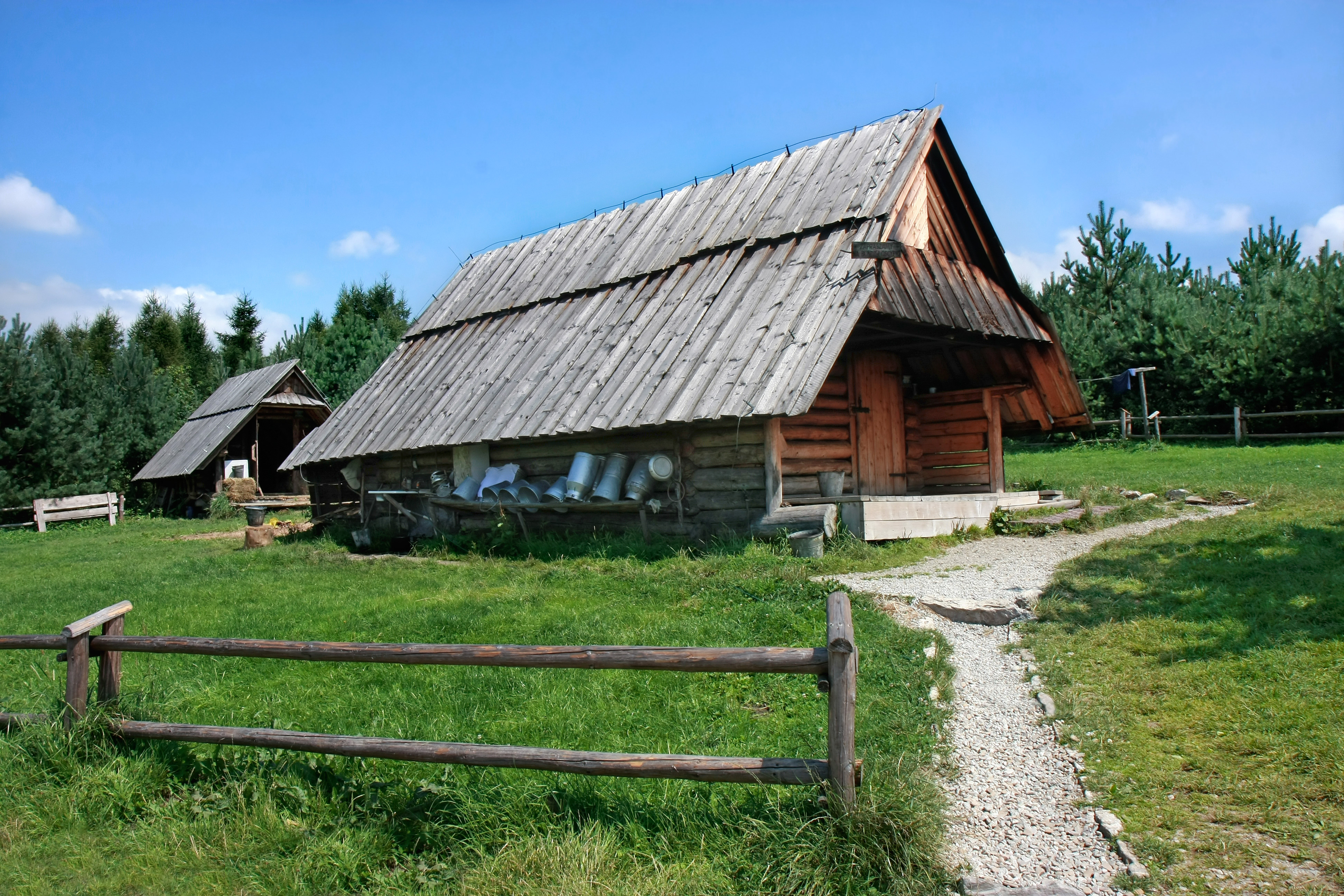
Almhütten

Der Majerz ist ein Berg in den polnischen Mittleren Pieninen, einem Gebirgszug der Pieninen, mit einer Höhe von 689 Metern. Er liegt in den Czorsztyner Pieninen. Der Gipfel liegt ca. 200 Meter über dem Tal des Dunajec.

## Lage und Umgebung
Der Majerz liegt im Hauptkamm der Pieninen. Südöstlich des Gipfels liegt der Dunajec-Durchbruch, nördlich liegt das Tal der Krośnica.

## Etymologie
Der Name kommt von der Gipfelalm Hala Majerz, die wiederum nach dem Gutshof Majerz benannt ist, zu dem sie gehört hat. Der deutsche Name des Hofs lautete in Urkunden aus den Jahren 1598 und 1632 Maierhof, von dem der polnische Name Majerz abgeleitet wurde.

## Tourismus
Der Majerz liegt im Pieninen-Nationalpark. Von der Alm auf dem Gipfelbereich bietet sich ein weiter Rundblick, unter anderem auf die Tatra.

### Routen zum Gipfel
Markierte Routen zum Gipfel führen von Szczawnica und Czorsztyn:
- ▬ der blau markierte Kammweg von Czorsztyn über die Czorsztyner Pieninen auf den Gipfel und weiter auf den Bergpass Przełęcz Szopka sowie den Gipfel der Trzy Korony in die Pieninki und hinab zum Fluss Dunajec zur Überfahrt Nowy Przewóz nach Szczawnica.